# QV34
QV 34 est un des tombeaux situé dans la vallée des Reines, dans la nécropole thébaine, sur la rive ouest du Nil face à Louxor en Égypte.

## Description
QV 34 est la tombe d'une princesse inconnue, datant de la XIXe dynastie.